# Paweł Mróz (bobsleista)
Paweł Mróz (ur. 14 czerwca 1984) – polski bobsleista, olimpijczyk.
Startował na Igrzyskach w Vancouver (2010). W konkurencji czwórek jechał razem z Dawidem Kupczykiem, Marcinem Niewiarą i Michałem Zblewskim. Zawody ukończyli na 14. pozycji. Następnie wystąpił na igrzyskach w Soczi (2014), gdzie w czwórce z Dawidem Kupczykiem, Danielem Zalewskim i Michałem Kasperowiczem zajął 27. miejsce. Polski zespół został jednak zdyskwalifikowany wobec stwierdzonego dopingu u Zalewskiego.